# Beechwood Trails (Ohio)
Beechwood Trails es un lugar designado por el censo ubicado en el condado de Licking en el estado estadounidense de Ohio. En el Censo de 2010 tenía una población de 3020 habitantes y una densidad poblacional de 297,23 personas por km².

## Geografía
Beechwood Trails se encuentra ubicado en las coordenadas 40°1′49″N 82°39′20″O / 40.03028, -82.65556. Según la Oficina del Censo de los Estados Unidos, Beechwood Trails tiene una superficie total de 10.16 km², de la cual 10.13 km² corresponden a tierra firme y (0.33%) 0.03 km² es agua.

## Demografía
Según el censo de 2010, había 3020 personas residiendo en Beechwood Trails. La densidad de población era de 297,23 hab./km². De los 3020 habitantes, Beechwood Trails estaba compuesto por el 95.7% blancos, el 1.95% eran afroamericanos, el 0.33% eran amerindios, el 0.63% eran asiáticos, el 0.03% eran isleños del Pacífico, el 0.26% eran de otras razas y el 1.09% pertenecían a dos o más razas. Del total de la población el 1.19% eran hispanos o latinos de cualquier raza.